# Acrolyta nigrina
Acrolyta nigrina là một loài tò vò trong họ Ichneumonidae.